# アラン・カスカート
アラン・カスカート（Alan Cathcart）は、イギリス人のバイクジャーナリスト、2輪シングルエンジンレースを中心に活動するレーシングライダーである（→写真）。
世界で活躍しており、レースのオフシーズンにMotoGPマシンやスーパーバイクマシン、スーパースポーツマシンを試乗し、そのレポートを20カ国以上のバイク雑誌に寄稿している。日本では月刊誌『サイクルサウンズ』（山海堂）に寄稿していた。
カスカートは、走行中にそのバイクに特徴的な動きを敏感に感じ取ってそれを考察し、また、設計についての技術的な知識も豊富で各メーカーの技術者やレーシングチームのチーフ・メカニックなどに鋭い質問を投げかけることができるため、カスカートのロードレーサー（競技用バイク）のテストレポートは高く評価されている。
愛用のクシタニ社製レーシングスーツの背中には日本語で”かすかぁーと”記載してある。
『モーターサイクリスト・マガジン』誌のヨーロッパのレポーターとして、2008年の"Journalist of the Year Award"を受賞した。

## 来歴
- ケンブリッジ大学卒業。
- 趣味が高じてバイク業界に入り、現在に至る。
- イングランド在住[3]。

## 主な著書
- THE ULTIMATE RACERS. Gullane Children's Books. (1990/10). ISBN 978-0851129167
- 『究極のレーサー - 時代を駆けたGPマシンたち』（初版）山海堂、1994年7月30日 第1刷発行。ISBN 978-4381076830。